# Saint-Bonnet-près-Riom
 Saint-Bonnet-près-Riom  es una población y comuna francesa, situada en la región de Auvernia, departamento de Puy-de-Dôme, en el distrito de Riom y cantón de Riom-Est.

## Demografía
| 973 | 1083 | 1037 | 1063 | 1215 | 1487 |
| Para los censos de 1962 a 1999 la población legal corresponde a la población sin duplicidades (Fuente: INSEE [Consultar]) |      |      |      |      |      |